# Ermita de la Virgen de Loreto (Useras)
La ermita del Loreto de Useras, es un lugar de culto católico que se ubica en el núcleo poblacional y presenta una catalogación genérica como Bien de Relevancia Local, con código: 12.04.122-004, según la Disposición Adicional Quinta de la Ley 5/2007, de 9 de febrero, de la Generalitat, de modificación de la Ley 4/1998, de 11 de junio, del Patrimonio Cultural Valenciano (DOCV Núm. 5.449 / 13/02/2007).

## Descripción histórico-artística
Se trata de una pequeña capilla situada en la Plaza de Loreto, dentro del núcleo poblacional de las Useras. La ermita se encuentra adosada por el lado izquierdo a viviendas, mientras que está exenta por el derecho.
La ermita está datada del siglo XVII, pero de ese edificio no queda nada y fue sustituido por el actual que se construyó posteriormente.
La fachada principal, de forma rectangular, presenta una amplia puerta en arco de medio punto, en lo alto de la cornisa tiene una espadaña construida con ladrillos para una sola campana, rematada con cruz de forja y adornos de piñas en ambos extremos.
Por su parte, en el interior presenta suelo de terrazo con zócalo pintado en las paredes. En el altar puede verse la imagen de la Virgen de Loreto.